# Selenocosmia strubelli
Selenocosmia strubelli är en spindelart som beskrevs av Embrik Strand 1913. Selenocosmia strubelli ingår i släktet Selenocosmia och familjen fågelspindlar. Inga underarter finns listade i Catalogue of Life.